# Bisiacaria
La Bisiacaria (Bisiacarìa in dialetto bisiaco e friulano goriziano, Bisiacarìe in friulano e Bizjakarija in sloveno) è la denominazione attribuita ad una zona geografico-linguistica posta nella parte meridionale della provincia di Gorizia, inclusa in un immaginario triangolo avente per vertici il golfo di Panzano, il fiume Isonzo dalla foce a Sagrado e il limite occidentale dell'altopiano carsico. Questo territorio di otto comuni trovava una sua definizione più dal punto di vista linguistico che geografico essendo infatti l'area in cui si parlava il dialetto bisiaco, una particolare variante autoctona del veneto fortemente influenzata dal friulano.

## Geografia

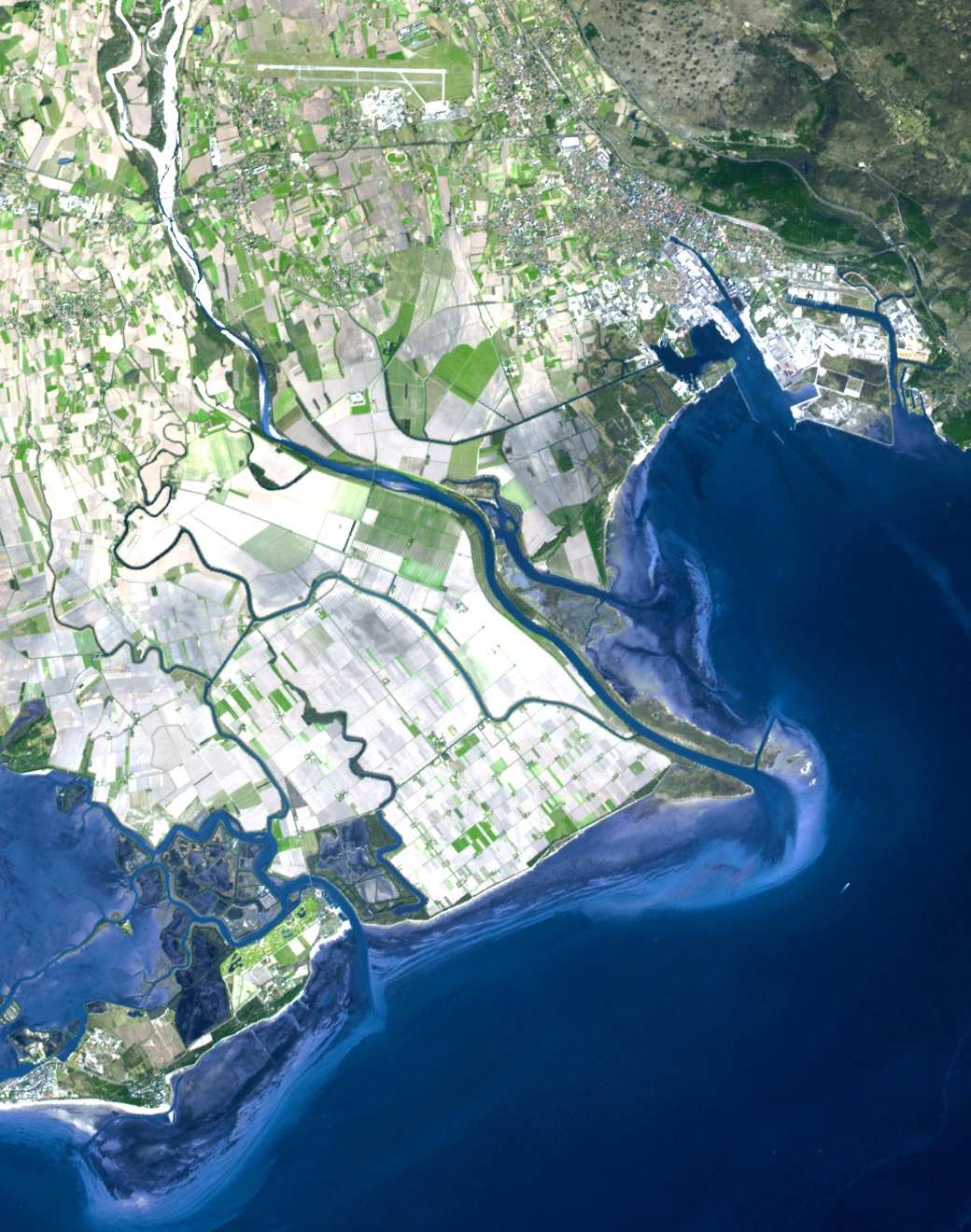
Vista dal satellite della parte centro-meridionale del territorio bisiaco

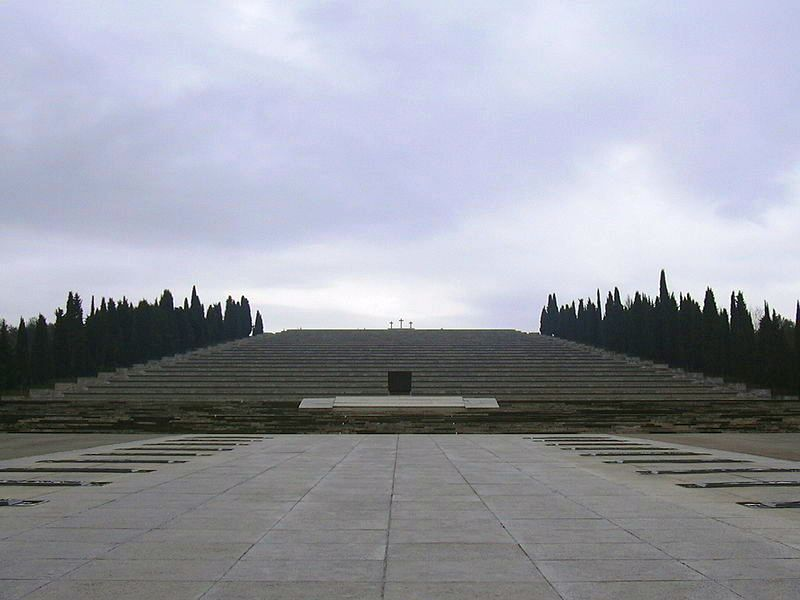
Sacrario militare di Redipuglia (Fogliano Redipuglia)

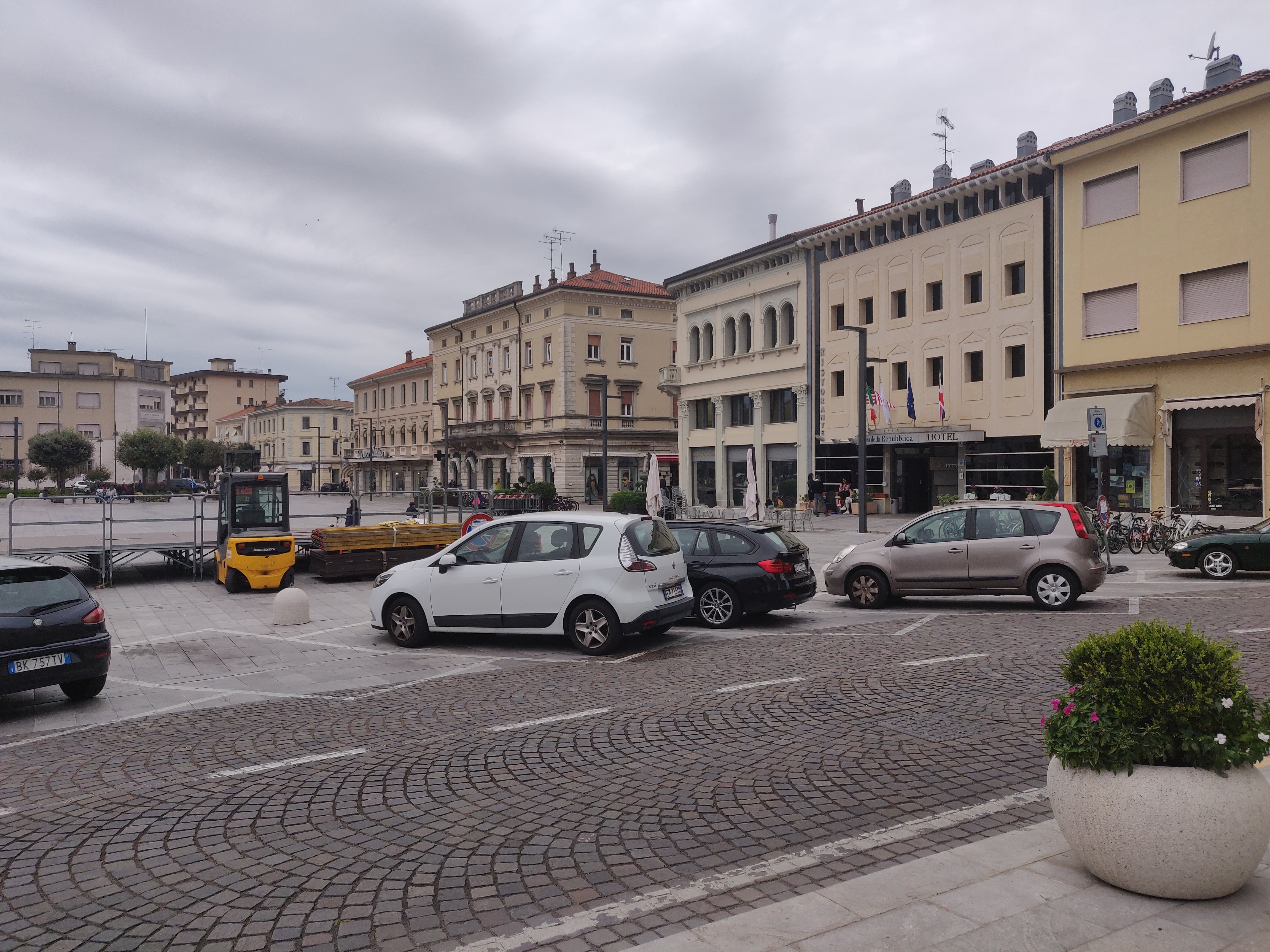
Monfalcone

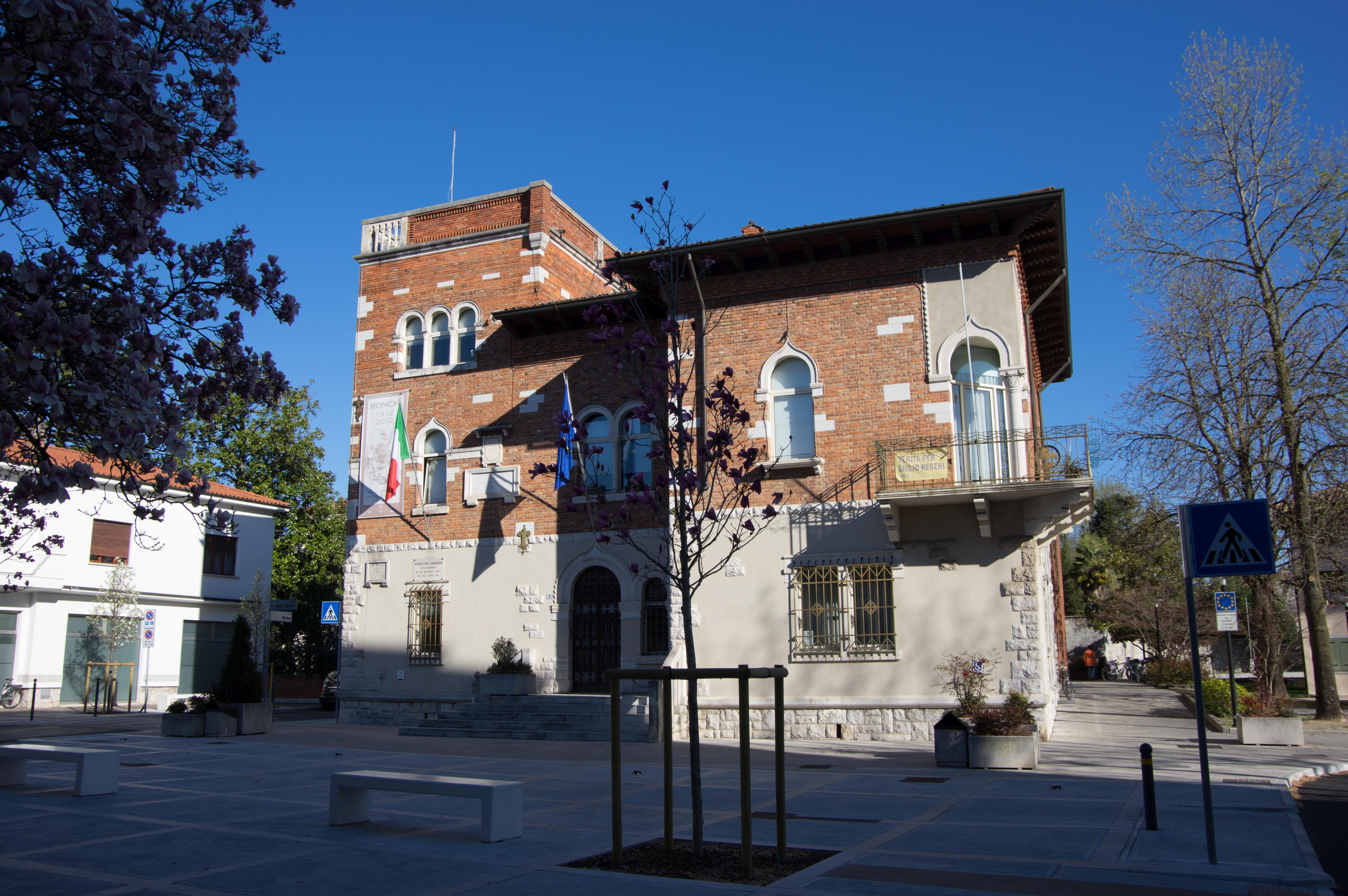
Ronchi dei Legionari

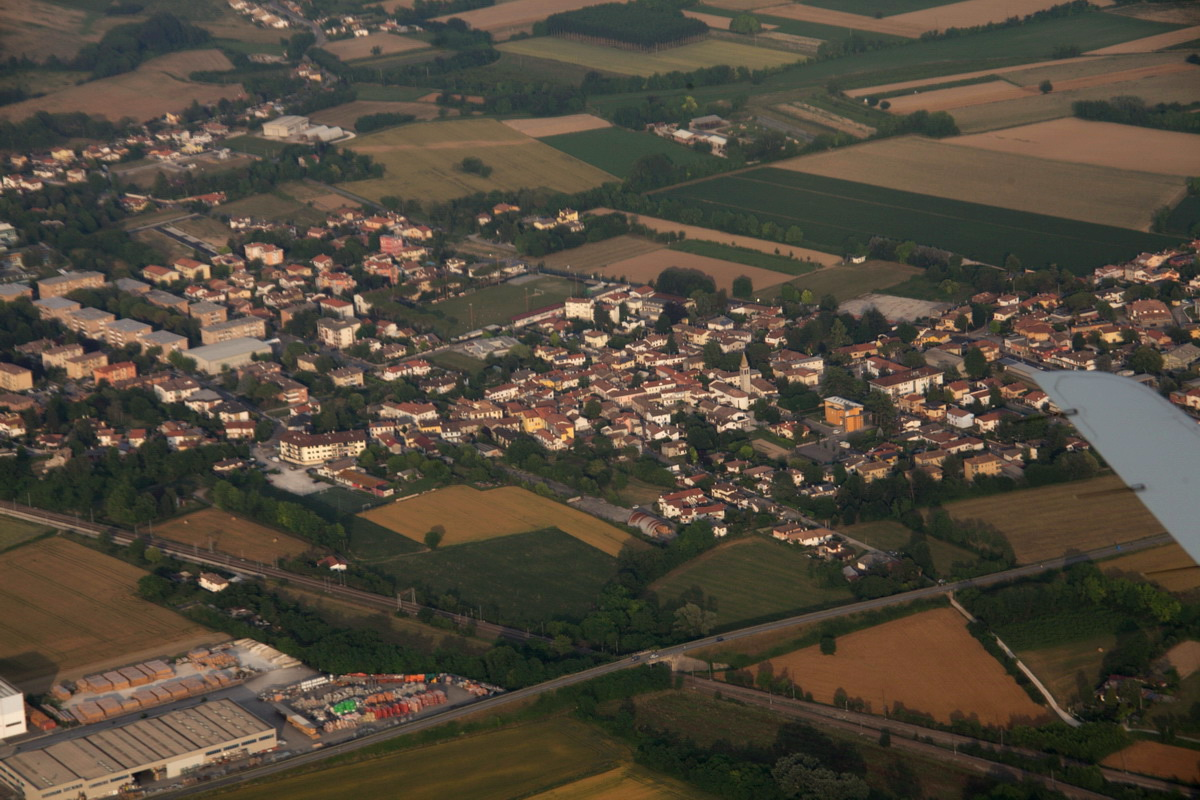
San Canzian d'Isonzo

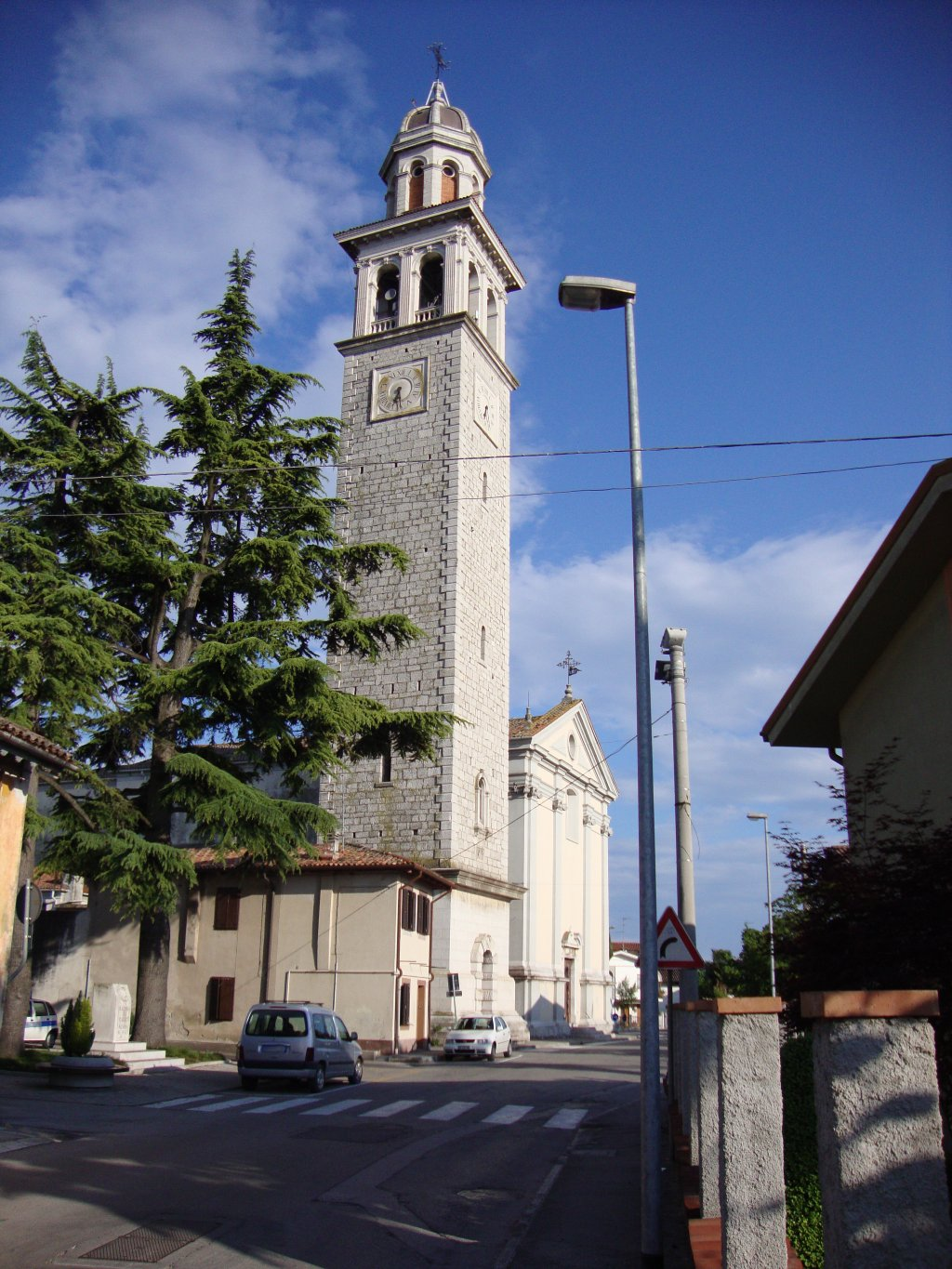
San Pier d'Isonzo

Dal punto di vista amministrativo corrisponde agli attuali comuni di:
| Comune                               | Superficie (km²) | Abitanti | Densità (ab./km²) | Frazioni                                                                                       |
| ------------------------------------ | ---------------- | -------- | ----------------- | ---------------------------------------------------------------------------------------------- |
| Fogliano Redipuglia (Foiàn Ridipùia) | 7,77             | 3 071    | 395,2             | Fogliano, Polazzo (Polàs), Redipuglia (Ridipuia)                                               |
| Monfalcone (Mofalcòn)                | 20,52            | 27 877   | 1 358,5           | Marina Julia, Marina Nova, Monfalcone                                                          |
| Ronchi dei Legionari (Ronchi)        | 16,98            | 12 130   | 714,4             | Ronchi, San Vito, Selz (Sels), Soleschiano (Sulisčian), Vermegliano (Vermeàn)                  |
| Sagrado (Sagrà)                      | 14,14            | 2 267    | 160,3             | Peteano (Peteàn), Poggio Terza Armata (Sdràusina), Sagrado, San Martino del Carso (San Martin) |
| San Canzian d'Isonzo (Sacansiàn)     | 33,58            | 6 383    | 190,1             | Begliano (Beàn), Isola Morosini (Isula), Pieris, San Canzian d'Isonzo                          |
| San Pier d'Isonzo (San Piero)        | 9,09             | 2 017    | 221,9             | Cassegliano (Caseàn), San Pier d'Isonzo, San Zanut                                             |
| Staranzano (Staransan)               | 18,71            | 7 257    | 387,9             | Bistrigna, Dobbia, Staranzano, Villaraspa                                                      |
| Turriaco (Turiàc)                    | 5,28             | 2 756    | 522,0             | Turriaco                                                                                       |
| Totale                               | 126,10           | 63 758   | 505,7             |                                                                                                |

Tuttavia il comune di Sagrado non farebbe storicamente parte della Bisiacaria (seppur oggi venga dai più considerato parte) in quanto il termine della stessa, la quale ha acquisito le sue peculiarità linguistiche sotto il dominio della Repubblica di Venezia, coinciderebbe con l'attuale confine fra il comune di Fogliano Redipuglia e quello appunto di Sagrado; dove ancora oggi è rimasto visibile sulla SR 305 il cippo confinario austroveneto (1753) che appunto divideva storicamente la Serenissima dall'Arciducato d'Austria. Il comune di Sagrado ha infatti mantenuto per più secoli una connotazione linguistica similare ai vicini comuni friulanofoni della destra Isonzo. In passato, è interessante ricordare inoltre, che fra gli stessi anziani abitanti della Bisiacaria, era in uso l'appellativo di "cunfìn" (confine) riferendosi appunto al cippo confinario in questione; definendo ciò che si trovava oltre non facente parte del "territorio".

## Storia
La storia della Bisiacaria rimase legata per secoli alla storia del Friuli, con cui divise le sorti. Fece parte del Ducato longobardo friulano (568-776 d.C.), poi del Marchesato franco del Friuli (776-952 d.C.), e dello Stato Patriarcale friulano (1077-1420). Verso il 1411 Venezia dichiarò guerra allo stato patriarcale, che sconfitto nel 1420 (Monfalcone fu l'ultima roccaforte friulana ad arrendersi, assieme a Marano Lagunare, il 18 luglio) fu infine incorporato col nome di Patria del Friuli nel corpo dei domini veneti di terraferma.
Dopo l'estinzione dei Conti di Gorizia-Tirolo (1500) ci furono aspre contese tra Repubblica Veneta e Casa degli Asburgo per definire la spartizione territoriale della regione, in un susseguirsi di guerre che si conclusero appena nei primi anni del Seicento. Nel 1521 con la “Dieta di Worms” il territorio friulano venne comunque spartito in modo che ai veneziani restassero il Friuli centrale, Monfalcone ed il Friuli occidentale mentre all’Austria andò il Friuli orientale con Gorizia ed Aquileia. Monfalcone e il suo territorio si trovarono quindi a formare un'enclave veneziana totalmente circondata da terre arciducali. Nel 1797 Napoleone pose fine alla Repubblica di Venezia e con il Congresso di Vienna del 1815, la Bisiacaria passò all'Austria all'interno della contea di Gorizia mentre il resto del Friuli entrò nell'ambito del Regno Lombardo-Veneto.
Nel 1866 il Friuli centrale e occidentale passò all'Italia, mentre la Bisiacaria, continuò a far parte dell'austriaca Contea di Gorizia e Gradisca fino alla fine della prima guerra mondiale. Dopo il passaggio all'Italia nel 1919, venne inclusa nella  Provincia di Gorizia ma durante il fascismo venne spostata sotto la provincia di Trieste (1923-1943), con l'eccezione di Sagrado, aggregata prima a Udine quindi a Gorizia. Tornò a far parte della Provincia di Gorizia nel secondo dopoguerra, a causa del distacco dall'Italia del Territorio di Trieste, amministrato allora da un governo militare alleato. La Bisiacaria rientra quindi sia nella definizione di Friuli storico, che in quella di Venezia Giulia (come il resto della provincia di Gorizia e la bassa friulana ex austriaca).

### Origine del nome
Per alcuni, fra cui lo studioso Silvio Domini, il nome ha un'origine slava e potrebbe derivare dal termine sloveno bezjak con il significato di profugo, esule relativo al ripopolamento effettuato dalla Serenissima a seguito delle invasioni turche.
Questo termine slavo originario, tuttavia, potrebbe aver avuto anche un significato differente da esule. L'Enciclopedia Treccani, infatti, alla voce dell'aggettivo "bislacco", riporta che esso deriva "forse dal ven. bislaco, soprannome che si dava ai Veneti del Friuli e agli Slavi dell'Istria, dallo slov. bezjak «sciocco»". Anche i dizionari di lingue slave oggi riportano che il termine anticamente significasse in effetti "stupido". Pertanto un'altra possibilità di etimologia, resa ancor più credibile dal fatto che, come riporta la prestigiosa enciclopedia, l'aggettivo in passato era associato proprio ai veneti del Friuli - quali a tutti gli effetti i bisiachi erano - è che il nome derivi da questo tipo di appellativo.
Fin dall'Ottocento, inoltre, ha goduto d'immeritata fortuna una falsa etimologia che riconduceva il termine a un'assai improbabile locuzione latina latino medioevale bis aquae (è infatti grammaticalmente impossibile associare un sostantivo a un avverbio moltiplicativo, in latino si direbbe casomai binae aquae), ovvero tra i due fiumi, Isonzo e Timavo.

## Società

### Lingue e dialetti
La varietà linguistica tradizionale della Bisiacaria è il bisiaco, un dialetto di tipo veneto con una importante presenza di vocaboli in maggior parte friulani e in minor sloveni. L'idioma difatti risulta sorto dalla fusione del veneto con un substrato originario di tipo friulano. Avendo la Serenissima insediato in zona a partire dal XVI secolo coloni soprattutto dal Trevigiano, si possono individuare nel Bisiaco anche molti tratti comuni al veneto settentrionale ed in particolare al liventino in uso presso la costa veneziana tra Piave e Livenza.
Non andrebbe quindi ascritto al gruppo dei dialetti veneti coloniali diffusisi col tempo a Trieste, Gorizia ed altri centri del Friuli, che ricalcano piuttosto il modello veneziano. Il bisiaco da più di un secolo sta attraversando una certa decadenza ed è quasi del tutto scomparso nel linguaggio parlato, soppiantato dal dialetto triestino; i centri più conservativi risultano oggi Turriaco, Pieris, Begliano, San Canzian Fogliano e San Pier d'Isonzo. Nei comuni di Monfalcone, Ronchi dei Legionari e Sagrado è riconosciuto come lingua minoritaria lo sloveno. Monfalcone (dove è attivo anche un fogolâr) e Sagrado riconoscono anche il friulano(nella frazione di Poggio Terza Armata - Sdraussina).

## Economia
È una zona che coniuga una fiorente attività agricola ed artigianale con le risorse costiere: nautiche, turistiche e commerciali. In particolare si sottolinea la presenza dei cantieri navali di Monfalcone, specializzati nella costruzione di navi da crociera di elevato tonnellaggio, che hanno segnato sin dalla loro nascita lo sviluppo economico del territorio.
Presente nel territorio l' Aeroporto del Friuli Venezia Giulia nel comune di Ronchi dei Legionari.
Inoltre presente anche le località balneari di Marina Julia e Marina Nova nel comune di Monfalcone.